# 女性主義
女性主义，又譯女權主义，既是一套龐大的平權理論，也是一系列社會運動的總稱，其最終目的是要建立一個對所有性別都平等的友善社會，具體行為包括“給予女性受害者強大的支持、鼓勵和勇氣”以及“消滅有歧視含義的性别刻板印象”，屬於人文主義下的一個類別。
女性主義理論並不是一個統一的理論，而是分為各種派別，各門各派對女性主義的論述也不盡相同。不過，大多數論述都會頻繁提到一些專有名詞，例如母權、生育權、受教育权、家務分配、產假、薪資平等（職場天花板）、家庭暴力、性暴力、强奸、性骚扰、墮胎權、亂倫、物化（尤其是關於性的客體化）、性別歧視、不平等的本質、性別政治下的權力關係、父权制、代表權（Representation）等，用以覺醒女性的性別意識（sexuality），並對這些名詞作出各自的定義。例如對於“人工流產是否有道德”和“如何讓女性多參與社会”這兩件事，女性主义內部就對它們有截然不同的看法。
女性主义運動共分為四波，19～20世紀中期屬於傳統女性主義的範圍，爆發了兩波。第一波女性主義產生於19世紀的工業革命時期，屬於自由主義政治的延伸之一，第一波希望在自由民主的框架之內的引發改革，在法律上承認女性和男性有平等的地位。第二波受到20世紀60年代的嬉皮運動和共產主義運動的雙重影響，提倡階級鬥爭並提高勞工福利，此時的女性主義者認為人類社會建立在一個“男性比女性有多特權的父權結構”之上，她們提倡要消滅這種結構，並建立一個無產階級社會。值得注意的是，傳統的女性主義者不建議直接敵对男性，而是建議在某個更大的平權主義熱潮之下讓女性意識到要與男性平等。
經過30年的沉浸後，女性主義運動又湧現了兩波，這兩波即現代女性主義。第三波產生於20世紀90年代，其支持者不僅专注於女性自身的权益，也專注於保護男性的權益；例如贝尔·胡克斯（bell hooks）等運動家就認為女性主义應該讓男性更平等自信，而不是讓男性更弱小自卑，女男两個性別需要同心協力才能建立平等社會。第四波在2011年的佔領華爾街、2012年的阿拉伯之春以及2017年的Me too運動中誕生，和解決經濟不平等、宗教不平等、職場性騷擾這三個觀念緊密的結合在一起；第四波女性主義理論也會反省自身，之前的女性理論經常以受過大學教育的、民主國家的、白人的、中產階級的、以及西方世界的女性經歷作為證據，而忽略了其他背景的女性；而第四波的參考對象就更多、也更多元化了，它時常與另外的平權思想混合在一起，例如種族平等、性向平等，由此誕生出黑人女性主義、自由女性主義、基進女性主義、交叉女性主義、社會主義女性主義、馬克思女性主義等新理論。
無論如何，女性主義運動在2020年代後就演變成一場跨越階級、種族、宗教和國界的大型思潮，每個國家的女性主義者都對它有不同的解讀。現代女性主義者也積極主動的參與政治，並提出自己的看法，包括廢除蘇丹及非洲的女陰殘割、廢除伊斯蘭教國家女性必須要包頭巾的規定、並擴大女性肢體的可自由活動範圍等。目前，女性主義理論已經和人道主義、普世價值等民權理論深度結合。

## 歷史
女性主義运动在西方主流社會兴起，有其特定的背景，当时欧洲社会女子的地位十分低下。在十七世纪前，英国的已婚妇女基本谈不上有何权利，除非丈夫自愿地让给她权利；当丈夫在世时，她的财产和她的人身完全供丈夫享乐；在某些国家，如果丈夫死后没有遗嘱，女子的财产要给丈夫的亲戚，而不给她或她的孩子。如英国基督教会礼仪认为：“女人的意志应服从男子，男子是她的主人，也就是说，女人不能按她自己的意志生活，离开了男人，她既做不了任何事而且也干不成任何事。男人怎么做她就怎么做，她应把男人当做主人来侍奉，她应畏惧男人，服从和臣属于男人。”
以現代的哲学與社會運動的觀點來看，女性主義的通常以18世紀的啟蒙時代思想家為起源。如玛丽·沃斯通克拉夫特所著《女權辯護》是19世紀之前少數幾篇可以稱得上是女性主義的著作之一。沃斯通克拉夫特將女性比喻為高貴、社會精英、嬌生慣養、脆弱以及有知識與道德怠惰的危險，她相信男性和女性對於這樣的情況都有責任，並且認為女性擁有比男性多上很多的權力是理所當然的事情。但這並不是說更早以前就不存在着其他關於兩性平等的著作。比如說，神祕哲學家安里西·哥內留斯·阿格里帕在1529年所著的《關於女性之高貴卓越的演說》（The Declamation on the Nobility and Preeminence of the Female Sex）。
女性主義在19世紀漸漸轉變為組織性的社會運動，因為當時人們越來越相信女性在一個以男性中心的社會中受到不平等對待（請見父權條目）。女性主義運動根源於西方的進步主義，尤其是19世紀的改革運動中。組織性運動的時間是起於1848年伊利莎白·凱迪·斯坦頓和貴格會組織成員在紐約州塞內卡瀑布市召開的第一次女性主義大會塞內卡瀑布會議。
艾米琳·潘克斯特是婦女參政權運動的奠基者之一，她揭露英国社會制度裡的性別歧視，並且成立了婦女社會政治聯盟（The Women's Social and Political Union）。在許多成員微罪遭捕，然後因為《貓捉老鼠法案》而重複進出監牢數次後，她們進行絕食抗議。其結果的強制餵食讓這些成員病得很嚴重，使得當時法律體制的殘暴受到社會關注，也因此助長了她們的目的。
早期的女性主義者與最初的女性主義運動通常被稱為第一波女性主義（the first-wave），而1960年之後的女性主義被稱為第二波女性主義（the second-wave）。也有所謂的第三波女性主義，但是女性主義者之間對於其存在必要性、貢獻與概念意見不一。這三個「波」之所以如此稱呼，是因為就像海浪般，一個接一個永不間斷，後來者運用了前行者的貢獻與資源。現代女性主義有個非常重要的支援因素就是人類學家瑪格麗特·米德出版的《三個原始部落的性別與氣質》（Sex and Temperament in Three Primitive Societies，1935年）一書。她是哥倫比亞大學的教授，也是美國女性主義的主要領導人之一、貝拉·艾布札格所就讀的大學。在米德的書中報告說，查恩布里（Tchambuli）部落中的女性擁有支配地位，卻沒有造成任何問題。這本書使得艾布札格那個時代的知識份子相信，歐洲對於男性氣質（masculinity）與女性氣質（femininity）的觀念是非常文化取向的，而並非無可抹滅的天性。
以上三波女性主義又稱三個階段女性主義，其在1960年代後演變如下：
第一階段屬於20世紀60年代和70年代開始的反對選美的運動。在這一階段，女性主義批判女性的異化與時尚美女情結。西方女性主義運動就是從反對選美開始的。在1968年，美國女性運動的活躍分子在遊行時為一頭羊加冕，並設置了自由垃圾筒，將乳罩、腹帶、緊身褡、假睫毛一類的東西扔進垃圾筒，以表明她們的態度。研究者普遍认为中国的女性主义运动肇始于晚清（19世纪末20世纪初）。一些解放运动，像是1898年中國的百日维新，呼吁女性从传统的性别角色和新儒家性别隔离中解放。在當時的女性主義運動中，選美被視為女性屈從地位的一個組成部分，女性對容貌美和身體美的追求被視為女性主體的客體化，其中包含著對女性的歧視。女性主義運動反對選美，就是覺得它貶低女性，將女性變成沒有靈魂的性物件。女性主義運動反對選美，就是要抵制女性必須遵從的規則和某些女性身體標準。女性主義深惡痛絕地指出，女人在日常生活中便是在進行一場持續不斷的選美：為男性打扮自己，美容瘦身，深恐自己的相貌和身材達不到男性的審美標準。
第二階段是從八十年代末到九十年代初。在這個階段，女性主義者對美的看法又加深了一步。她們把美和性別、種族、階級這些因素並列在一起，主張不同的身體、膚色、個頭、體重都可以被認可。美也可能從正面的接受。這被稱為在容貌和美的問題上的民主化改革時期，這是第二個階段。
第三階段開展了關於美貌的論爭（beauty debate）：女性主義應當贊成美還是反對美？贊成麥當娜還是反對麥當娜？贊成美容手術還是反對美容手術？美的民主化系統被提出，即由每個人自己來決定自己在美貌問題上的選擇。
女权主义与女性主义是同一个英语单词（feminism）在中文中的两种译法。女性主义是跟男女分工等值，妇女权益相联系的。
妇女解放运动到今天为止，追求的目標大致可以分为三个部分：
1. 两性平等  19世纪末是妇女解放运动的第一次浪潮，争论的焦点是要求性别包括男女之间的生命全历程平等，也就是两性的平等，也要求公民权、政治权利，反对贵族特权、一夫多妻，强调男女在智力上和能力上是没有区别的。最重要的目标是要争取家庭劳动与社会劳动等价、政治权利同值，往往被称作“女權运动”。
2. 两性平权  女性主义的第二次浪潮从20世纪60年代－70年代开始。人们认为，第二次妇女解放运动最早也起源于美国。这次运动一直持续到80年代。其基调是要强调两性间分工的自然性并消除男女同工不同酬的现象。要求忽略把两性的差别看成是在两性社会关系中，女性附属于男性的基础的观点。要求分领域对相应适可公众开放，等等。  第二次女性主义运动带来的另外一个结果，就是对于性别研究，女性主义的学术研究兴起。因此，也出现了形形色色的女性主义流派。人们在父权意识形态中形成的概念使得他们从男权的角度来描述这个世界，并且把这种描述混同于真理，认为是天经地义的。而女性主义者对这些人们习以为常的概念提出了挑战。尽管流派众多，但基本点是争取两性寿终平权，彻底消除女性受歧视剥削压迫乃至误对（abusement）的坏状况。
3. 两性同格  提议女性自尊自省自爱自觉自理自治，要求男性辅助女性摆脱蒙昧和压制，走向等位同格。

第四波女性主义始于2012年左右，其专注于妇女赋权，性别架构的多元交织性和网络媒介的使用，社群媒体被认为是此次运动的主要发展渠道。根据Kira Cochrane，第四波女性主义是“由技术定义的”。第四波女性主义关注的问题包括在社交媒体中的性骚扰，身体羞辱，性别歧视图像等等。此外激進女性主義等流派亦在第四波女性主义找到了重新發展的根基，並傳到東亞等非西方地區。

## 各種形式的女性主義
女性主義這個詞會讓人覺得這是單獨的一個意識形態，然而事實上女性主義存在有許多流派。由於歷史背景、某些國家裡面女性的法律地位、以及其他因素的影響，女性主義為了達到不同的目的而產生了不同的路線。因此也就存在着各種的女性主義。
其中一個流派是激進女性主義，認為父權是造成社會最嚴重問題的根本原因。這個流派的女性主義在第二波女性主義很受歡迎，儘管在今日已經沒有那麼突出。不過，還是有許多人將「女性主義」這個詞完全等同於激進女性主義所提出的觀點。有些人覺得傳統激進女性主義思想中將男性壓迫女性視為優先的考量，以及認為有一個普世的「女性」概念，太過於全面化了，而且其他國家的女性與西方國家女性感受到的「女性」經驗絕對不會是一樣的。西方國家女性可能會覺得性別壓迫是她們所面對的壓迫根源，但是在世界其他地方的女性可能會發現她們受到的壓迫是來自於種族或經濟地位，而不是她們的女性地位。
有些激進女性主義者提倡分離主義，也就是將社會與文化中的男性與女性完全隔離開來，但也有些人質疑的不只是男女之間的關係，更質疑「男人」與「女人」的意義（請見酷兒理論）。有些人提出論點認為性別角色、性別認同與性傾向本身就是社會建構（請見父權規範）。對這些女性主義者來說，女性主義是達成人類解放的根本手段（意即，解放女人也解放男人，以及從其他的社會問題一起解放）。
有些女性主義者則認為可能有些社會問題與父權無關，或者父權不是這些社會問題的優先考量（比如說，種族歧視或階級劃分）；他們將女性主義視為解放運動的其中一種，與其他運動彼此影響。
| 流派名称                                                  | 流派别称                                                                         |
| --------------------------------------------------------- | -------------------------------------------------------------------------------- |
| 文化女性主义（Cultural feminism）                         |                                                                                  |
| 生态女性主义（Ecofeminism）                               |                                                                                  |
| 个人及自由意志女性主义（Free will and personal Feminism） | 自由意志女性主义（libertarian feminism）、个人女性主义（individualist feminism） |
| 唯物主义女性主义（Material feminism）                     |                                                                                  |
| 公平和性别女性主义（Equity and gender feminism）          | 公平女性主义（Equity Feminism）、性别女性主义（Gender feminism）、               |
| 存在主义女性主义（Existentialist Feminism）               | 法国女性主义（French feminism）                                                  |
| 大众文化女性主义（Pop-feminism）                          | 流行女性主义                                                                     |
| 自由主义女性主义（liberal feminism）                      |                                                                                  |
| 马克思主义女性主义（Marxist feminism）                    |                                                                                  |
| 社会主义女性主义（Socialist feminism）                    |                                                                                  |
| 激進主义女性主义（Radical feminism）                      | 激進女性主义                                                                     |
| 性积极女性主义（sex-positive feminism）                   | 性解放女性主义（Sexually liberal feminism）                                      |
| 心理分析女性主义（Psychoanalytical feminism）             | 精神分析女性主义                                                                 |
| 女同性恋女性主义（lesbian feminism）                      | 隔离女性主义（Lesbian separationism）、性别分离女性主义（separatist feminism）   |
| 第三世界女性主义（Third World Feminism）                  |                                                                                  |
| 跨性别女性主义（Transfeminism）                           |                                                                                  |
| 后现代女性主义（post-feminist）                           | 原型女性主义（Proto-feminist）                                                   |
| 网络女性主义（Cyberfeminism）                             |                                                                                  |
| 丝绒女性主义（Fluffy feminism）                           |                                                                                  |
| 妇女神学（Feminist theology）                             | 女性主义神学                                                                     |

## 女性主义与科学
桑德拉·哈丁说，“妇女运动的道德见解和政治见解激发了社会科学家和生物学家，他们批判传统研究者解读性别、性、社会和自然世界关系的方式。”露丝·哈伯德和伊芙琳·福克斯·凯勒等女性主义者批判传统的科学论述是有历史偏见的，是基于男性视角的。女性主義研究议程的一部分是审查科学和学术机构内的权力不平等是如何产生并愈演愈烈的。物理学家麗莎·藍道爾讨论了极富争议的话题，即“为何在科学和工程领域女性偏少”，随后被时任哈佛大学校长的劳伦斯·萨默斯任命到特派工作小组，她说“我只想看到更多女性进入这一领域，这样这类问题便可不复出现。”
莱恩·内尔森强调：女性主義运动经验主义者发现男人与女人的经历有本质区别。因此，他们希望通过了解女性经历来获取知识，以“揭示产生忽略、错误评价、贬低女性等后果”，并以此对一系列的人类经验做出解释。女性主义研究议程的另一部分是揭露在社会和科学学术机构中，权力不平等是如何产生并愈演愈烈的。而且，虽然呼吁大家多关注一下文学文献中性别不平等的结构，但性别歧视的结构性分析很少出现在高度引用的心理学期刊中，尤其是在心理学和人格这类共同研究领域。
有人批判女性主义认识论，认为其调查结果受社会和政治价值观的影响。苏珊·哈克也指出：女性主义认识论加强了关于女性思想的传统论调（在直觉和情感等方面），米拉·南达更提醒人们女性主义认识论实际上可能会将女性禁锢于“传统的性别角色并证明了父权主义的合理性“。

### 生物学和性别
现代女性主义科学质疑了生物实在说中有关性别的观点。例如，法斯托·丝达琳在《性别神话》一书中探索了包含于科学研究中的支持生物实在说性别观点的设想。科莉迪亚·法恩在《性别错觉》一书中对男人与女人的思维有先天生理差异的这一说法的科学依据提出了质疑，并声称人们把个体差异归结为性别差异的根源是文化和社会信仰。

### 女性主义心理学
女性主义心理学是以一种批判男性视角主导心理学研究的形式出现的，即批判只用男性受试者研究男性视角的心理学研究。如今女性得到了心理学博士的学位，女性以及有关女性的议题才被引入为合法的研究课题。女性主义心理学强调社会环境、生活经验和定性分析。女性心理学的呼声等项目已把女性主义心理学的影响编入了学科目录。

## 女性主义文化

### 建筑学
对建筑进行基于性别的调查和建筑概念化引发了现代建筑中的女性主义。皮尤什·马瑟创造了「建筑性别的」这一术语，声称「建筑与定义和规划性别角色、责任、权利和局限有密不可分的联系」。马瑟提出了「从性别角度探索『建筑』的意义」和「从建筑角度探索『性别』的意义」的说法。

### 视觉艺术
女性主义艺术运动始于20世纪60年代并兴盛于20世纪70年代，与女性主义的总体发展一致，并且包含有自我组织策略以提高自我意识的群体。洛杉矶当代艺术博物馆馆长杰里米·施特里克认为女性主义艺术运动是“二战后最有影响力的国际运动”。佩吉·费伦说女性主义艺术运动“在过去的四十年里引起了艺术创作和艺术书写领域最深远的变革”。朱迪·芝加哥和她的129人团队创作了电影《晚宴派对》，2009年，她在《艺术新闻》中表示：“仍然存在制度性落后，依然有人主张以男性欧洲为中心的倡议。我们正试着改变未来：让男孩和女孩们认识到女性艺术并不是例外，而是艺术历史中的一个正常部分。”

### 文学

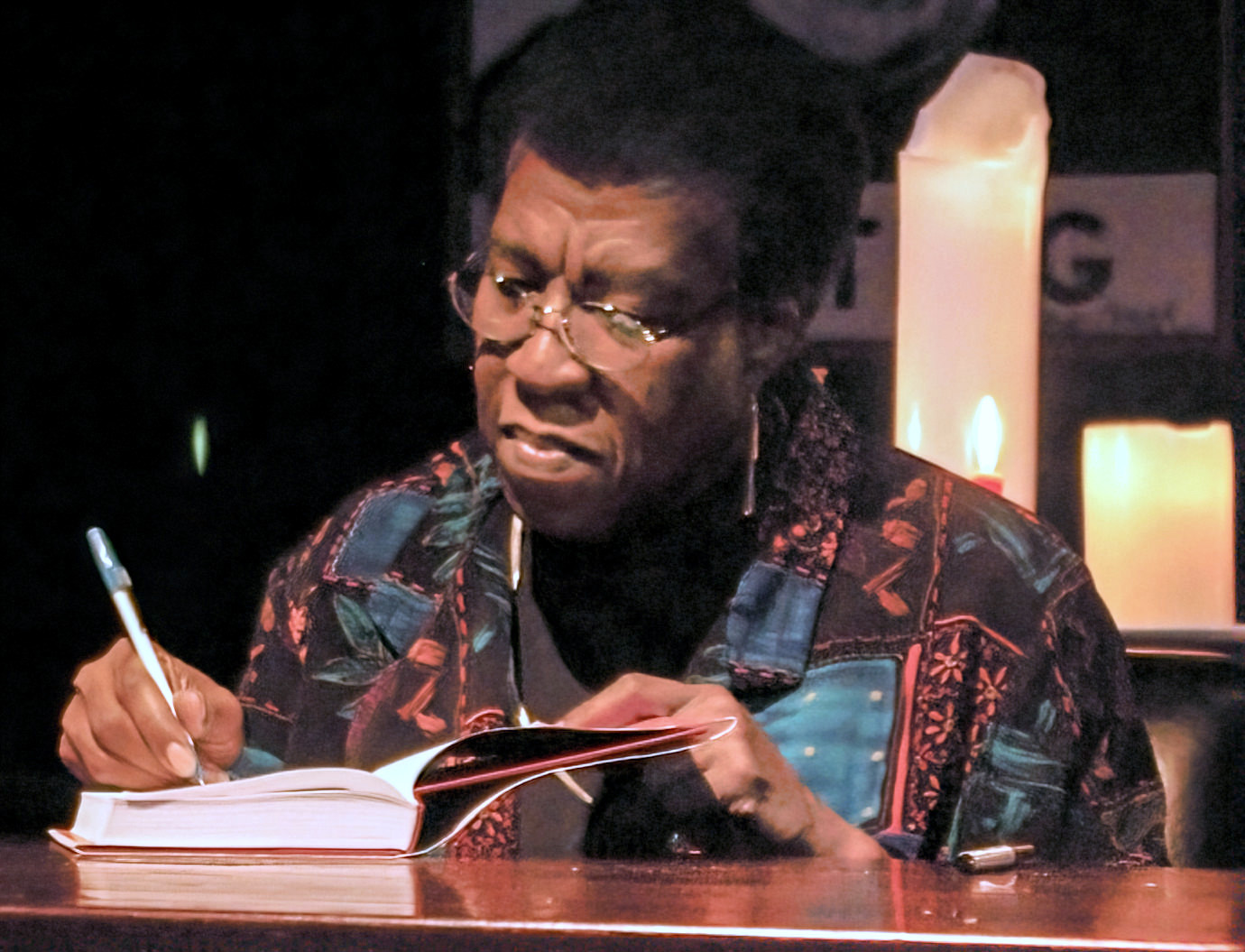
奥克塔维娅·巴特勒，获奖的女权主义科幻小说作者

女性主义运动创造出了女性主义文学和非小说类文学作品，使人们开始关注女性写作。有观点认为学术界忽视了女性生活以及她们所做出的贡献，为回应这一说法，女权主义提议重新评价公众对女性在历史和学术方面的贡献。大部分早期女性主义文学研究重点是重新发现和利用女性所写的作品。戴尔·斯宾达的《小说之母》和简·斯班赛的《女性小说家的崛起》等论文首次坚持了女性一直在创作这一观点。与学术资源的增长相适应的是，许多出版社开始重印绝版已久的文章。维拉戈出版社1975年公布了一连串19世纪和20世纪初期的小说列表，成为第一个参与再生计划的商业出版社之一。20世纪80年代，潘多拉出版社负责出版斯班赛论文，同时发行了一系列18世纪女性作家的小说。近期，广景出版社继续发行18、19世纪的小说，其中许多小说之前都已绝版，但肯塔基大学再版了一系列早期女性作家的小说。玛丽·沃斯通克拉夫特的《女权辩护》（1792）是最早的女权主义心理学作品之一。維吉尼亞·吳爾芙的《自己的房間》（1929）提議在父權為主流的世界中，女性應擁有自己的文學空間和人格空間，並因此備受關注。
女性作品受到广泛的关注，这与文学经典的总体再评价和扩展有关。人们开始关注后殖民文学，同性恋文学，有色人种的作品，劳动人民的作品和其他历史上被看作边缘人群的文化作品，这导致了人们所说的“文学”的整体规模的扩张，有些流派，像儿童作品，日记，书信，旅行日志和其他之前不被认为属于“文学”范畴的题材，现在成为许多学术研究的对象。大部分类型和子类型的文学都经历过相似的分析，所以人们现在能够理解关于“女性哥特”和“女性科幻”的作品。
Elyce Rae Helford说，“科幻小说和奇幻小说是传达女权主义思想的重要工具，更是沟通理论和实践的桥梁。”大学教育中有时会教授女性主义科幻小说，探索社会建构在理解性别中的作用。这类书目中，著名的有厄休拉·K·勒吉恩的《黑暗的左手》（1969），乔娜安·拉斯的《女身男人》（1970），奥克塔维娅·巴特勒的《血族》（1979）和玛格丽特·阿特伍德的《侍女的故事》（1985）。

### 音乐
女性音乐指由女性创作、为女性创作或与女性有关的音乐。作为第二波女权主义运动、劳动、民权与和平运动的音乐表现形式，这种音乐类型应运而生。该运动是由克丽丝·威廉姆森、梅格·克里斯蒂安、玛吉·亚当等女同性恋以及伯妮丝·约翰逊·里根等非裔美国女性积极分子和她的摇滚甜心小组，和平积极分子霍利·尼尔发起的。女性音乐也指除了表演艺术家以外的更广阔的女性音乐行业，包括录音室乐师、制作人、音响师、技术员、封面艺术家、发行人、筹办人和组织活动者——当然，她们都是女性。
20世纪80年代，女性主义成了音乐学家们主要关注的问题。在这之前，20世纪70年代时期，音乐学家们开始挖掘女性作曲家和表演者，并开始从女性主义的视角重审有关准则、天赋、体裁及时代划分的概念。换句话说，女性音乐家如何融入传统音乐历史这一问题被提了出来。
20世纪80年代至90年代，女性主义问题持续受到关注。苏珊·麦克拉瑞、玛西亚·希特伦和露丝·索里等音乐学家开始思考女性被现有工作主体排斥的文化原因。带性别色彩的音乐话语、专业化、对女性音乐的接受程度、音乐创作地点检查、女性的相对财富与教育、与女性特性相关的流行音乐的研究、音乐研究中的宗法观念、性别观念和性别差异等概念一直是该时期审查的主题。

### 电影
上世纪60年代末至70年代初，随着女性电影理论的发展，出现了大量主张或阐明女性主义观点的女權主义电影。20世纪60年代，由于政治辩论和所谓的“性解放”，女性变得很激进，但激进主义未能给女性带来实质性的改变。这使得女性采取行动，成立了增强自我意识的团体，并开始从不同视角分析主要电影业的女性建构。大西洋两岸的女性主义者之间有很明显的差别。1972年，英国和美国举办了第一届女权主义电影节，并创办了首个女性主义电影期刊：《女性与电影》。这一时期的先驱有克莱尔·强斯顿、劳拉·穆尔维，后者曾在爱丁堡电影节上组织过女性活动。其他对女性主义电影产生过重大影响的理论家有特瑞莎·德·劳拉提斯，斯梅丽科和卡亚·西尔弗曼。哲学和心理分析的方法推动了女性主义电影批判、女性主义独立电影和女性主义分配的发展。
有人认为，理论上有两种方法可以促进女性主义电影的制作与独立。“解构法”关注它本身对主流电影业准则的分析和解码，以在观众与主导电影间创造出一种不同的关系。第二种方法——女性主义反主流文化——表现为女性写作，以探究特殊的女性电影语言。最近一些对女性主义电影的批评主要以一种叫做“贝克德尔测验”的瑞典评分系统为中心。
在20世纪30至50年代好莱坞大制片厂的全盛期，电影业的女性们地位极低。即使现在情况好转了许多，很多人认为仍然有很多待解决的问题。从萨莉·波特、凯瑟琳·布蕾亚、卡莱尔·丹尼斯和珍·康萍的艺术电影到凯瑟琳·毕格罗的动作电影，女性现在更有发言权了，但她们很清楚性别差异依然存在。

### 代表人物

#### 沃斯通克拉夫特
十八世纪英国的玛丽·沃斯通克拉夫特，最有名的著作发表于1792年的《女权辩护》。她认为女性存在的首要目标是做一个理性的人，而理性的实践则是透过妻子与母亲的身份来表达。

#### 玛格丽特·芙乐
十九世纪美国的玛格丽特·芙乐（Margaret Fuller）不仅主张女性在法律地位和世俗生活里的权利，并更进一步的从存在哲学的观点，强调女性有追求内在自由的权利。即包括心灵的充实、智识的成长、理性与创造力的激发。芙乐认为母职是女性生活的一部份而不是全部，女性必须超越特定的家庭关系而去追求自我成长。而且特别指出女性的自我成长不是为了作一个称职的妻子或母亲，而是为了自我成长与自我实现。芙乐强调女性特质，不鼓励女性和男性直接竞争较劲。虽然男女特质不一样，但女性所拥有的权利却是相同的。芙乐一方面争取女性的平等权利，同时其思想亦具有浓厚的宗教与存在哲学的意味。

#### 约翰·穆勒
十九世纪英国的约翰·穆勒将女性权益的观点表现于《妇女的屈从地位》（The Subjection of Woman）一书。穆勒指出法律的不平等使得婚姻制度的婚姻关系犹如主人与奴隶的关系。穆勒将政治哲学里公共领域的契约概念扩充到婚姻关系，认为婚姻契约必须经由当事人同意，在平等的条件下订定共同生活的方式。契约精神就是自主与自我决定，婚姻契约使女性不会在违反自身自由意志的情况下结婚。穆勒主张女性应有一技之长与经济独立的能力，这样才不会为了长期饭票而无奈地走进婚姻。穆勒也从自由竞争的观点指出，女性的能力如果真的不如男性，那麼不胜任的女性就会在竞争过程中被淘汰，不需要一开始就排除女性竞争的机会，开放机会给女性会给社会带来更多优秀的人才，使社会的运作更有效率。
约翰·穆勒、玛丽·沃斯通克拉夫特，两人均认为一般女性婚后应以家庭为主，女性的潜能主要是在家庭的领域里发展，不需要外出工作。但是男女的权利是相同的，那些特别优秀的特殊女性，应该不受任何阻碍，自由发挥他们的才能，甚至和男性一较长短。整体而言，穆勒倾向伴侣式婚姻的理想，认为女性受良好教育才能成为丈夫知识上、精神上的伴侣。女人充实自己仍是为了男人，伴侣式婚姻理想说穿了就是要求女人“有点聪明但又不要太聪明”。

#### 贝蒂·弗里丹
当代美国的贝蒂·弗里丹承继了十八世纪以来自由主义的基本主张，但同时更加强调女性在公共领域的参与。其名著《女性的奥秘》（The Feminine Mystique）则对女性的家庭角色展开锐利的解析与批评。弗里丹认为为了发挥自我潜能，鼓励妇女和男性一样从事公共领域的活动。在父权社会的文化机制下，竭尽的塑造一个快乐、满足、幸福的家庭主妇形象，使得妇女自幼就向往这个形象，并把自己的一生寄托于家庭与婚姻关系。但这个理想的形象，只是迷思。由于家庭结构本质上缺乏有形的结构及酬赏制度，而且日复一日的重复同样的琐碎的工作，受过教育的现代妇女并不能从家庭主妇的角色上得到成就感及自我实现。
弗里丹鼓励女性放弃以家庭主妇的形象做为自我认同，但弗里丹也并未提倡女性在实质上放弃家庭生活，而是在事业与家庭间取得平衡。女性应从整体角度从事生涯规划，将家庭与事业都事先纳入发展计画中，生育小孩尤应事先规画，并将帮忙的人选安排好，并极力的鼓吹托儿所的设置。弗里丹认为女性可以同时兼顾家庭与事业，而以事业为主。

### 与政治运动的关系
女性运动与20世纪的主要政治运动有复杂的相互作用。

### 社会主义
自19世纪末期，一些女性主义者与社会主义结盟，然而其他人曾经批评社会主义意识形态缺乏对女性权利的关注。德国社会民主党（SPD）的早期积极分子奥古斯特·倍倍尔发表了他的作品《女人与社会主义》（德語：Die Frau und der Sozialismus），书中将为争取两性间的平等权利奋斗和整体的社会平等相提并论。1907年，斯图加特举行了一场社会主义女性国际会议，在斯图加特，选举权被描述成阶级斗争的工具。社会民主党成员克拉拉·蔡特金呼吁女性应有相应的选举权，以构建“允许用激进方法解决女性问题的社会秩序”。
在英国，女性运动与工党结盟。在美国，有激进背景的貝蒂·傅瑞丹掌握了领导权。激进女性组织是美国最早并至今活跃的社会主义女性组织。西班牙内战时期，多洛雷斯·伊巴露丽领导西班牙共产党，尽管她支持女性拥有平等权利，但她反对女性上前线参战，反对与无政府女权主义自由妇女发生冲突。

### 法西斯主义
法西斯主义者和女性团体都认为法西斯主义对女性主义持左右摇摆立场。1919年的法西斯党宣言罗列出的其他有关社会改革的要求中，其中一项是将选举权扩大到所有18岁及以上的意大利公民，包括女性（仅在1946年法西斯战败后实行）和从25岁起所有人都有权竞选公职。fasci femminilli 等特殊的法西斯女子辅助组尤其支持这一要求，迫于总理贝尼托·墨索里尼的保守联盟伙伴的压力，只有部分要求在1925年得以实现。
Cyprian Blamires声明尽管女性主义者反对希特勒的崛起，但女性主义仍与纳粹运动有着复杂的关系，纳粹运动中也有敢于直言的支持希特勒的女性和女性团体。纳粹党人赞同父权社会的传统观念和女人在父权社会中的角色，他们声称承认妇女的平等就业权。然而希特勒和贝尼托·墨索里尼宣布他们本人反对女性主义，1933年纳粹主义在德国兴起后，女性主义者们在战前时期甚至20世纪20年代时为之奋斗的参政权和经济机会迅速瓦解崩溃。乔治斯·杜比等人提到，实际上，法西斯社会是有等级制度的，它重视男性的男子气概，女人处在次要的位置。Blamires也提到说自从20世纪60年代，新法西斯主义就对女性主义持敌对态度并倡导女性接受“她们的传统社会角色”。

### 民权运动和反种族主义
民权运动和女性主义运动相互影响相互交织。许多西方女性主义者改编了黑人平等运动的说法和理论，并找到了妇女权利和有色人种权利的相似之处。尽管女性运动与民权运动相互联系，20世纪60年代和70年代二者关系中还是出现了一些冲突。非白人女性认为女性主义主要是由白人和中产阶级主导的运动，不理解也并不关心种族问题。同样，一些女性认为民权运动存在性别歧视的元素，而且没有充分解决少数民族女性所关注的问题。这些评论建立了与种族主义、阶级主义、性别歧视和黑人女权主义、女奇卡诺人女权主义等新女性主义相关的新的女性主义社会理论。

## 社會影響
女性主义运动影响了西方社会改变，包括女性的选举权、受教育权、更公平的工资待遇、提出离婚诉讼的权利、关于是否要怀孕的身体自主权（包括服用避孕药和堕胎）、占有财产的权利。

### 對公民權的影響
| 签署并批准 批准（加入或继承） 未获承认但遵守公约的政府 | 签署但未批准 未签署 |

《消除对妇女一切形式歧视公约》的参与国。
签署并批准
批准（加入或继承）
未获承认但遵守公约的政府
签署但未批准
未签署

从20世纪60年代起，女性运动在美国和英国产生了不同的结果。其他的欧盟国家保证逐步淘汰欧共体中的歧视性法律。
一些女性主义运动改变了人们对儿童性虐待的态度。“年轻女孩导致男性与其性交”，这一观点已被其他观点取代——“两性均要为自己的行为负责”。
1966年，美国成立全国妇女组织，旨在为女性争取平等的权利，包括借助《平等权利宪法修正案》，但该提案最终在1982年因無法獲38州支持并未被通过，尽管一些州颁布了他们自己禁止性別歧視的法规。
美国的生育权爭议，集中体现在最高法院1973年1月22日对羅訴韋德案的裁决中，该案宣布女性有权在懷孕首階段选择是否妊娠，即女性墮胎权合法化。此後女性获得了更多可靠的生育控制权利，允许女性选择计划生育并参加工作。美国女权运动始于20世纪前十年，由山額夫领导，其他地方由玛利亚·斯特普领导。20世纪的最后30年，西方女性认识到她们通过控制生育获得了新的自由，控制生育使得她们可以规划自己的成人生活，也顾全了事业与家庭。
20世纪，随着越来越多的女性进入职场，家庭劳动分工也受到了影响。社会学家阿莉·罗塞尔·霍克希尔德发现，如果夫妇双方都有工作，男性和女性大体上花同样的时间工作，但女性仍然在家务上付出了更多时间。凯蒂·杨曾辩解说那是因为在做家务、养育孩子方面，女性妨碍男性的平等参与。朱迪·K·布朗写到，“当生存活动具备以下特点时，女性最可能做重大贡献：参与者无须远离家庭；任务相对单调，不要求全神贯注投入；工作不危险，即使被打断也可以继续，一旦被打断后也较容易重新开始。”
国际法中，《消除對婦女一切形式歧視公約》（CEDAW）是联合国大会通过的国际公约，也是国际妇女权利法案。它在认同此公约的国家中有效。

### 對語言的影響
很多女性主義者都支持使用無性別意識的語言，例如以統指所有女性而不以是否結婚為依據，以及在性別不明的情況下使用單數they或者「他或她（he or she）」來指代，而不只是用「他（he）」。女性主義者也支持使用包含二性元素的語言，例如以「humanity」取代「mankind」表示「人類」。女性主義者希望改變語言的運用，並非希望要求女性有平等權利或在政治論述中取得影響。它可以被視為改變有「性別歧視」元素的語言的嘗試，提出在英語中很多具有重男性色彩的例子。女性主義者認為語言直接地影響了現實中的觀念（見薩丕爾-沃夫假說）。在後殖民女性主義中，語言並不像西方國家一樣受到注目，因為很多非印歐語系的語言都沒有性別語法，但亦有語言文化檢討，如嫁娶說、親屬稱謂差、男女用語差等。值得注意的是，受酷兒理論影響的女性主義流派不贊成將女性代名詞取消，而是強調將其轉化為具自我認同（包括原生性別及跨性別）或擁女主義上的意涵，取代原本厭女色彩的貶抑性質。
中性语言的支持者争辩说使用偏好某一性别的语言经常意味着男性的优越性或反映出一种社会不平等。根据《英语语言学手册》，把男性代词作为类代词或用某一特定性别的代词作为有些职业头衔，这些都是“英语语言习俗在历史上把男人看成是人类物种原型”的例子。

### 神学

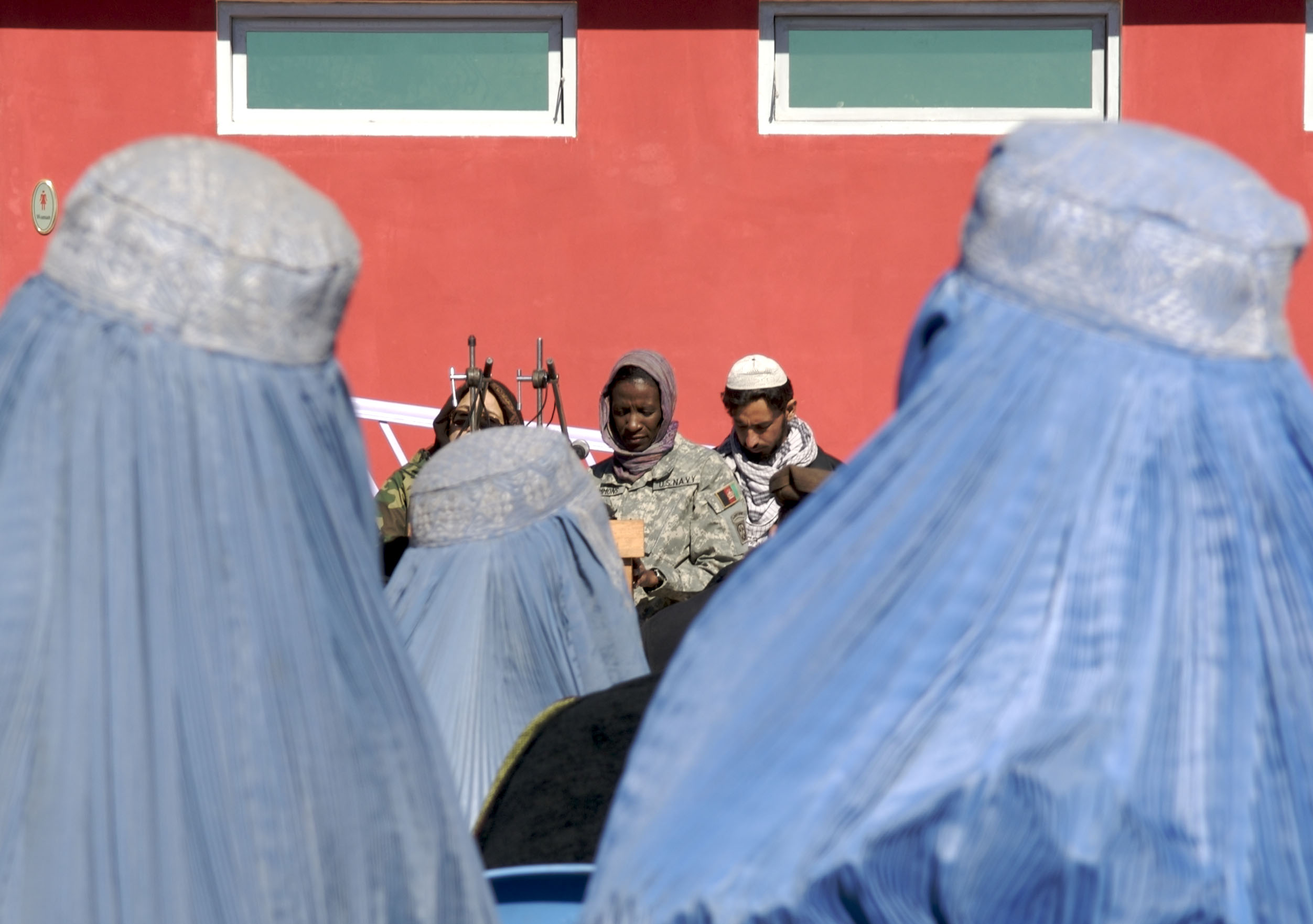
2008年艾德丽安·西蒙斯在霍斯特市唯一的女性清真寺前发表演讲。该寺也是一些普什图女性权利进步的象征。

女性主义神学运动，从女性主义角度重新审议宗教传统、实践、经文和神学。女性主义神学的一些目标包括加强女性在神职和宗教权力机构中的作用，重新诠释男性主导的关于上帝的图像和语言，确定女性在工作和母亲身份上的地位，研究宗教经文里的女性形象。基督教圣经在《士師記》（Judges 4:4）和《列王紀下》（2 Kings 22:14）中提到了女性在权力机构中的职位。
基督教女权主义是女性主义神学的一个分支，它提倡根据男女平等的观点，寻求对基督教精神的诠释和理解，这种诠释对全面理解基督教精神是必不可少的。基督教的女性主义者没有标准的信仰，大部分人认为上帝不会在性别基础上歧视人，上帝参与的事务包括，女性圣职授任、基督教婚姻中的男性统治地位和育儿平衡、主张与男性相比，女性病态性道德缺失和自卑、以及女性在教会中受到的整体待遇。
伊斯兰女性主义提倡女性权利、性别平等和伊斯兰框架中的社会平等。拥护者想要强调古兰经中根深柢固的平等学说并鼓励人们通过解读古兰经、圣训（穆罕默德语录）和伊斯兰教法（法律）来质疑伊斯兰教义中有关父权的解释，旨在创造一个更平等、更公正的社会。虽然该运动植根于伊斯兰教，但女性运动的先驱们也会运用世俗和西方女性主义的论述，并承认伊斯兰女性主义是全球女性主义运动的一部分。
犹太女权主义这场运动在于改善犹太女性的宗教地位、法律地位和社会地位，为犹太女性进行宗教体验和从事领导活动提供新的机遇。在这些运动中，早期犹太女性主义者面临的主要问题是女性被全部由男性组成的祈祷班排除在外，不能参加时间有限的成人礼，并且女性无权做证人，也不能主动提出离婚。许多犹太妇女在他们的历史中成为女性运动的领袖。
狩猎女神巫术团体是以女性主义为中心的神学体系。
世俗或无神论女权主义者参与了对宗教的女性主义批判，认为许多宗教都有压迫女性的法则，而且在宗教经文中存在歧视女性的主题和元素。

### 男性主义

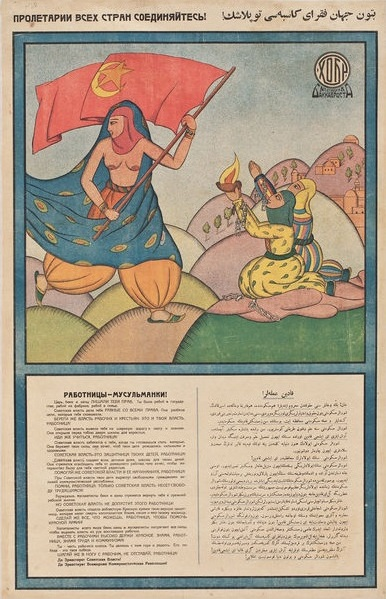
“女性穆斯林们——沙皇，贝伊和可汗把你们应有的权利夺走了”——一份1921年在阿塞拜疆发布的苏联海报

在伊斯蘭教和印度教的男性社会体系中，社会是围绕着男性权威人物组织起来的。在该体系中，父亲把自己的妻子、妾室、母親、女兒當做自己的私人财产，不把她們當做獨立的人類來看。長期生活在這種以父親為中心权威的家庭中，會讓女性自動認為自己不配统治，也無法享有特权，并且還需要依赖男性才能做成大事。大多数歐美的、西方的女性主义把父系社会看作压制女性的不公平的社会体制。
但“父權”一詞並不一定能符合東亞的真實家庭結構，因此現代社會更常使用“男權”來代替。
卡罗尔·佩特曼认为在父系社会男性与女性间的区别是自由与服从间的政治差异。女权主义理论中，父权主义概念经常包括所有复制和再生男性对女性统治权的社会机制。女性主义理论通常认为男性主义是一种社会构建，可以通过揭露和批判性地分析其表现来推翻它。一些激进女性主義者提出建议说因为男性主义在社会中根深柢固，分离主义是唯一可行的解决办法。其他女性主义者对此持批判性的态度，认为它违反男性的权力。

### 男性与男子气概
女性主义理论探讨了男性社会结构及其对性别平等目标的启示。女性主义认为男性社会结构是有问题的，因为它将男性与侵略和竞争联系在一起，强化了男权的、不平等的性别关系。人们批判男性文化“限制了适用于男性的男子气概的形式”，因此减少了他们的生活选择。一些女性主义者热衷于男性问题激进主义，例如把注意力放到强奸、伴侣热情度，并探讨了对男性的消极的社会期望。
女性主义者鼓励男性参与女权运动，她们认为这是全面实现性别平等这一社会承诺的一个重要策略。许多男性女性主义者和支持女性主义者在女性激进主义运动、女性主义理论和男性调查方面都很活跃。但是，有些人反对说虽然男性参与女权运动是必要的，但由于性别关系中，父权主义的社会影响根深柢固，男性参加女性运动是有困難的。在今天，女性主义和男性理论达成的共识是男性和女性都可以并且应该合作起来实现女性主义更大的目标。在很大程度上，这一目标可以通过女性机构实现。

### 女性婚后继续就业率的增加
女性主义运动带来了美国和欧洲女性就业率的大幅度上升。1950年代美国婚后女性就业率仅为11%，甚至少于1920年代。经历了在1960年代、1970年代伴随着带有浓烈地左翼色彩的民权运动而出现的女性运动高潮后，1978年美国已婚女性就业率上升到50%。1997年达到61%，在21世纪初头几年的经济繁荣期时，认同「返回家庭相夫教子」、「选择女性主义」回潮，已婚女性就业率曾经回落到54%，在2008年底金融海嘯爆发后，因为生活压力增大所迫，美国已婚女性就业率重新上扬，在2010年上升到69%左右，与在改革开放30多年后婚后女性就业率下降到77%的中国大陆已相差不远。
2008年底开始的金融海嘯对男性为主要劳动力的建筑业、运输业损害较大，对女性为主要劳动力的护理、清洁等工作损害较小，2010年美国劳动力市场一度出现女性总人数接近甚至超过男性总人数的可能，但最终随着经济复苏和工作机会转好，美国男性重新巩固了就业总人数的多数优势。
根据英国广播公司（BBC）的调查数据，截止2013年1月止对发达国家女性婚后就业率的统计，在北欧的瑞典和芬兰，有6岁以下孩子却不辞职继续工作的妇女比例高达76％（有18岁以下孩子不辞职坚持工作的妇女比例高达82％），美国为61％（有18岁以下孩子却不辞职坚持工作的妇女比例达70％），英国为55％，德国为53％。相比之下，日本只有34％。

### 女性婚後姓氏自主权的增加
在西方國家，妻從夫姓是一种历史悠久常见的习俗，一直没有什么异议，直到20世纪下半叶才有不少女性主義者开始反對女性必須在婚後改從夫姓。在中世纪时，就有當女性是一个贵族阶层的家族唯一继承人时，则新婚女性保留娘家性不从夫姓，其新生子女也可能随母姓以延续家族传承的习惯，但是当时绝大多数西方女性结婚后都会从夫姓。
西方国家女子出嫁后从夫姓是一个历史悠久的习俗。从1960年代后期至1990年代早期，伴随着女性主義的进展，西方女士结婚后选择保留其娘家姓氏，或者是用连字号形式显示其婚后的名称的百分点有轻微上升的趋势。（在美国，少数女士仍保留其娘家姓氏。已婚女性的全名=妻子的名字+妻子的姓氏+丈夫的姓氏，例如希拉里·克林顿的全名：Hilary Rodham Clinton，希拉里在1975年与比尔·克林顿结婚后曾经长期不冠夫姓，直到1983年为丈夫能够连任阿肯色州州长而笼络保守派选民決定冠夫姓，成功增加政治本錢。）就算在一些家庭中，妻子保留了娘家的姓氏，但夫妇亦会为其子女给予父姓。在使用英语的国家，在传统上，已婚女士都会被称为 Mrs.[丈夫的全名]。不过近年来，更多会使用 Mrs. [妻子的名字] [丈夫的姓氏]。大体上来说，英美等国家的女性结婚后是否改從夫姓，是可以由女性自行决定的。
在中古时期, 当一个低阶级家庭的男士要娶高阶级家庭中的独生女，他只好入赘妻家，随妻姓。18至19世纪英国，女方遗产的繼承權，有时会令男士改变姓名，虽说盎格魯世界中，男士从妻姓是绝少数，但是有些男士仍然选择作出此举，例如加拿大的原住民，更罕見的例子是夫妇成婚後，創造了一個全新的姓氏。
作为另外一个选择，夫妇会采用双姓。举例来说，弗雷德里克·约里奥-居里（Jean Frédéric Joliot-Curie，男）與伊雷娜·约里奥-居里（伊雷娜·约里奥-居里，女）结婚时，雙方姓氏改為Joliot-Curie，其中Joliot為男方原姓氏，而Curie則為女方姓氏（相信本例有男方凸顯「屬於居里家族」之意，且其子女仍然沿用Joliot為姓氏）。再比如生活大爆炸女主角凯莉·库柯，在嫁给网球运动员萊恩·斯威廷后保留原姓而使用双姓，改叫凯莉·库柯-斯威廷。但是，有些人认为姓氏用连字号形式会变得过长累赘。妻子亦可以把她的娘家姓作为她的中间名，如Mary Jones嫁给了姓Smith的男人后，她可以被称为Mrs. Smith，或者把娘家性作为中间名称Mary Jones Smith。北欧的瑞典有40%的女性结婚后使用夫妻双姓。美国则少一些。
从事演艺界的女性大多数在结婚后都不会随丈夫姓氏，不光如奥黛丽·赫本、波姬·小丝、桑德拉·布洛克、妮可·基德曼等一线女演员和麦当娜·西科尼、艾薇儿·拉维尼等一线女歌手几乎全都不从夫姓（少有的例外是选择从夫姓的大卫·贝克汉姆之妻维多利亚·贝克汉姆），即便是不出名者如导演克里斯托弗·诺兰的妻子—制片人艾玛·托马斯这样的演职人员也多有不从夫姓者。此外、律师（如曾长期保留娘家姓的希拉里·罗德姆·克林顿）、法官、教授（如《男性的终结：End of Men》一书的作者漢娜·羅辛。）、科学家、作家、医生、父系祖先显赫的女政客（如本尼托·墨索里尼的孙女亚历山德拉·墨索里尼、比尔·克林顿的女儿切尔西·克林顿等）等有公认成就的女性，都有很大比例的结婚后不从夫姓者。自1960年代末女性主义兴起后，欧美国家每年有尽15%-20%的新婚女性选择不随丈夫姓而保留自己的姓氏。现在在美国和欧洲，也已有数量虽仍非常少但比以前有所增加的男性决定放弃自己姓随妻子姓。
日本法律不承认夫妻异姓的婚姻为合法婚姻，例如内阁总理大臣安倍晋三的妻子安倍昭惠在結婚後就随了丈夫姓改姓安倍。有部分日本人支持夫妻异姓的婚姻合法化。
中華民國《民法》第1000條修正公布為：「夫妻各保有其本姓。但得書面約定以其本姓冠以配偶之姓，並向戶政機關登記。」、「冠姓之一方得隨時回復其本姓。但於同一婚姻關係存續中以一次為限。」，冠夫姓者因為非從夫姓，所以法律上的姓氏為夫姓加上本姓。如今大部分的人結婚後維持夫妻別姓，冠夫（妻）姓的習慣已罕見。
中国大陆、朝鲜、韩国、越南法律规定夫妻除非结婚前原本就同姓，否则结婚后不能改动成同一姓氏，必须保持夫妻异姓。例如，领导人金正恩的妻子李雪主姓李，金正恩的母亲高英姬姓高。中国篮球明星姚明的母亲方凤悌姓方，姚明的妻子叶莉姓叶，中共中央总书记习近平的妻子彭丽媛姓彭。在香港，大多数在结婚后都不会随丈夫姓氏，在香港身份證上，夫妻擁有各自的姓氏，但允許冠夫姓。部分任職政府高層官員的女性會冠夫姓，像行政長官林鄭月娥、行政會議成員葉劉淑儀、羅范椒芬等人般冠夫姓，源自港英時代早期的不成文規定，但自從1970年代公務員男女平權以後，冠夫姓已經在公務員體系，甚至是社會中漸淡出，反映女性社會地位的進步。
前苏联和现在的俄罗斯虽鼓励和赞许妻子结婚后不随丈夫姓，但并不强制禁止妻子结婚后从夫姓。例如，列宁（弗拉基米尔·伊里奇·乌里扬诺夫）的妻子娜杰日达·克鲁普斯卡娅（如随夫姓则应改为乌里扬诺娃）、斯大林（约瑟夫·维萨里奥诺维奇·朱加什维利）的妻子娜杰日达·阿利卢耶娃都保留娘家姓未从夫姓。
值得注意的是，大部分夫妻是同一姓氏的美国和欧洲，却要比大部分夫妻不是同一姓氏的韩国、台湾女性结婚后继续工作率要高，所以人们很难将是否从夫姓作为判断一个国家女性社会地位的标准。
在某些国家的管辖权 (Jurisdictions)中, 妻子的姓氏会自动转变为丈夫的姓氏以保其法律上的合法地位。现在女士可以容易地更改她的婚後姓名，而这个改变不再违宪。在某些地方，民事诉讼案及宪法的更改使得男士亦可以容易地更改婚後姓名，例如在英属哥伦比亚。
曾经在学术期刊发表文章而用婚前姓氏的女士，即使在婚后，她们亦不会从夫姓，以保持其䜣旧著作对学术界所作出的贡献。这个惯例在女医生、女律师事务所及其他专业也很重要。

## 反应
不同群体的人对女性主义做出了反应，其支持者和反对者中都既有男性又有女性。美国大学生中，无论男女，他们更多的是支持女性主义思想而不是自称为女性主义者。美国媒体对女权主义的评价比较消极，并认为女权主义者“不经常参与正常女性的日常生活和娱乐活动。”然而，最近的研究表明，由于人们接触了自我认定为女性主义者的人、了解与不同形式的女性主义有关的讨论，他们对女性主义的自我认同在增加。罗伊·鲍迈斯特批评那些「只关注社会上层并把社会看做一个整体来下结论」的女性主义者，「的确，社会上层大多数是男性，但是如果你放眼于社会底层，真正在社会最底层的，大多数人同样是男性。」 

### 擁女主義
拥女主义者支持女性主义，但支持者并不一定是女性主义运动的一员。这一术语最常用来指积极支持女性主义的男性。拥女主义男性团体的活动包括男孩和青年反对校园暴力行为，在工作场所开展防治性骚扰工作组，进行社区教育活动，劝告男性暴力犯罪者。拥女主义男性也可以讨论男性健康，参与包括反色情法的反色情运动，男性研究以及学校的性別平等课程发展。他们有时也与女性主义者和家庭暴力与强暴危机中心等女性服务机构合作。

### 对女性主义的批判
反女性主义是反对女性主义的一部分或全部形式。
在19世纪，反女性主义主要集中在反对女性参政。后来，反对女性进入高等教育机构学习的人认为教育对女性来说是一个沉重的负担。其他反女性主义者反对女性外出工作，反对女性加入工会的权力，不允许女性进入陪审团，反对女性拥有控制生育的权力，并要求女性在性行为方面遵循伴侣的要求。
有些人认为女性主义与传统价值观或宗教信仰相悖，因此他们反对女性主义。例如，这些人认为社会不应该接受离婚和不结婚的女人，男人和女人本质上不同，因此他们应该维持自己在社会中的传统角色。其他反女性主义者反对女性外出工作，反对女性参政或参与投票过程，也反对家庭中男性权威的减弱。
卡米拉·帕格里亚、克里斯蒂娜·霍夫·萨默斯、珍·贝斯克·爱尔希坦、伊丽莎白·福克斯·真鲁维斯、丽莎·露赛尔·欧文斯、达芬妮·帕泰等作家虽然也认同自己是女性主义者，但他们反对某些女性主义形式，例如，她们认为女性主义经常宣扬男性貶抑的思想并宣称女性的利益高于男性，她们批判说激进的女性主义立场对男性和女性都有害。达芬妮·帕泰和诺丽塔·克瑞杰认为“反女性主义者”这一术语常被用来平息人们对女性主义的争论。丽莎·露赛尔·欧文斯认为某些扩展到专属于女性的权利与重男轻女的本质是一样的，因为这使女性失去了锻炼自己道德行为重要方面的机会。

## 延伸阅读
- Assiter, Alison. . London Winchester, Mass: Pluto Press. 1989. ISBN 9780745303192.
- DuBois, Ellen Carol. . New Haven, Conn.: Yale University Press. 1997. ISBN 0-300-06562-0.
- Flexner, Eleanor. . The Belknap Press. 1996. ISBN 978-0-674-10653-6.
- Goodman, Robin Truth. . New York: Palgrave Macmillan. 2010.
- Hewlett, Sylvia Ann (1986). A Lesser Life: the Myth of Women's Liberation in America. First ed. New York: W. Morrow and Co. ISBN 978-0-688-04855-6
- Lyndon, Neil (1992). No More Sex Wars: the Failures of Feminism. London: Mandarin, 1993, cop. 1992. ISBN 978-0-7493-1565-8
- Schroder, Iris; Schuler, Anja. . Journal of Women's History. 2004, 16: 127–47. doi:10.1353/jowh.2004.0036.
- Richard, Janet Radcliffe (1980). The Sceptical Feminist: a Philosophical Enquiry, in series, Pelican Books. Harmondsworth, Eng.: Penguin Books, 1982, cop. 1980. Without ISBN
- Mathur, Piyush. . Women's Writing. 1998, 5 (1): 71–81. doi:10.1080/09699089800200034.
- Mitchell, Brian (1998). Women in the Military: Flirting with Disaster. Washington, D.C.: Regnery Publishing. xvii, 390 p. 0-89526-376-9
- Stansell, Christine. . 2010. ISBN 978-0-679-64314-2.
- Steichen, Donna (1991). Ungodly Rage: the Hidden Face of Catholic Feminism. San Francisco, Calif.: Ignatius Press. ISBN 978-0-89870-348-1
- Stevens, Doris; O'Hare, Carol. . Troutdale, OR: NewSage Press. 1995. ISBN 0-939165-25-2.
- Wheeler, Marjorie W. . Troutdale, OR: NewSage Press. 1995. ISBN 0-939165-26-0.
- . 2011-12-13  [2015-07-13]. （原始内容存档于2015-07-13）.